# سیارک ۲۰۳۰۷
سیارک ۲۰۳۰۷ (به انگلیسی: 20307 Johnbarnes، نامگذاری:1998FH106) بیست هزار و سیصد و هفتمین سیارک کشف شده‌است که در ۳۱ مارس ۱۹۹۸ کشف شد.
قدر مطلق سیارک برابر ۱۲.۹ است.